# Bulbophyllum lancilabium
Bulbophyllum lancilabium là một loài phong lan thuộc chi Bulbophyllum.